# Starošince
Starošince – wieś w Słowenii, w gminie Kidričevo. W 2018 roku liczyła 222 mieszkańców.